# Soktollú molyfélék
A soktollú molyfélék (Alucitidae  vagy Orneodidae) a valódi lepkék (Glossata) alrendjébe tartozó Heteroneura alrendág Alucitoidae öregcsaládjának egyetlen családja.

## Elterjedésük, élőhelyük
Az egész világon elterjedt család, amelynek két neme fordul elő Európában:
- Alucita
- Pterotopteryx

## Megjelenésük
Könnyen felismerhetők hasított („tollas”) szárnyaikról. Ránézésre ugyan közel állnak a tollasmolyfélék (Pterophoridae) lepkéihez, de számos fontos bélyeg elkülöníti őket azoktól.

## Életmódjuk
A lepkék éjszaka repülnek. A legtöbb faj imágója telel át; ezek fedett, hűvös helyeken gyakran megtalálhatók. Hernyóik szárakban és virágokban élnek, és gyakran duzzanatokat okoznak azokban. Bábjuk lapos, csillogó, gyakran szövedékben, a talajon található.

## Rendszertani felosztásuk
A családot kilenc nemre bontják, de a nemek többségébe csak egy-egy fajt sorolnak:
- Alinguata
- Alucita
- Hebdomactis
- Hexeretmis
- Microschismus
- Paelia
- Prymnotomis
- Pterotopteryx
- Triscaedecia

## Magyarországi fajok
Hazánkban nyolc fajuk él:
- Alucita nem hét fajjal:
  - Alucita cancellata (Meyrick, 1908) – Magyarországon szórványos (Pastorális, 2011);
  - nagy soktollúmoly (Alucita cymatodactyla Zeller, 1852) – Magyarországon szórványos (Pastorális, 2011);
  - tisztesfű-soktollúmoly (Alucita desmodactyla, A. flavidactyla Zeller, 1847) – Magyarországon közönséges (Fazekas, 2001; Pastorális, 2011 Pastorális & Szeőke, 2011);
  - ördögszem-soktollúmoly (avagy ördögszem-gubacsmoly, Alucita grammodactyla Zeller, 1841) – Magyarországon közönséges (Fazekas, 2001; Pastorális, 2011 Pastorális & Szeőke, 2011);
  - kis soktollúmoly (Alucita hexadactyla L., 1758) – Magyarországon többfelé előfordul (Pastorális, 2011;);
  - imolavirág-soktollúmoly (Alucita huebneri Wallengren, 1859) – Magyarországon szórványos (Pastorális, 2011);
  - szicíliai soktollúmoly (Alucita palodactyla Zeller, 1847) – Magyarországon szórványos (Pastorális, 2011);
- Pterotopteryx nem egyetlen fajjal:
  - loncduzzasztó soktollúmoly (Pterotopteryx dodecadactyla Hb., 1813) – Magyarországon többfelé előfordul (Pastorális, 2011);